# Larrousse LH93
A Larrousse LH93 egy Formula–1-es versenyautó, amit a Larrousse csapat tervezett az 1993-as Formula–1 világbajnokságra. Ez volt a csapat első házon belül készített autója, miután a korábbiakat a Lola illetve a Venturi építette nekik. Pilótái Érik Comas és Philippe Alliot voltak, valamint az utóbbit a szezon utolsó két versenyén váltó Szuzuki Tosio.

## Fejlesztése
1993 elején híre kelt, hogy a Peugeot beszállna a Formula–1-es küzdelmekbe motorszállítóként. A hírt később meg is erősítették azzal, hogy erre már 1994-ben sor kerülne. Mivel a gyári támogatás nagyon sokat jelentett volna a csapatnak, és hogy felkeltse maga iránt az érdeklődést, a Larrousse kénytelen volt saját maga megtervezni új autóját. Ez a kasztni sokat merített a Venturi által az előző évben tervezett autóból. Az első kerekek hátrébb kerültek, ami miatt szűk 8 centiméterrel csökkent a tengelytáv, cserébe az első szárnyak nagyobbak lettek. A Lamborghini V12-es motorjainak hűtését nagyobb oldaldobozokkal oldották meg. A fékeket a Brembo megoldásairól a francia Carbon Industrie termékeire cserélték, illetve a szintén francia Elf lett az új üzemanyagszállító is. Bár a csapat költségvetése szerény volt, a szezonközben viszonylag sokat tudtak tesztelni a Paul Ricard versenypályán. Tervezték az aktív felfüggesztés beépítését is, de a költségek és a valószínűsíthető (és később be is következő) betiltás miatt inkább elálltak tőle.

## A szezon
Az idény ígéretesen kezdődött, még úgy is, hogy a szezonnyitón kettős kiesést könyvelhettek el. Brazíliában mindkét autójuk célbaért, Alliot pedig csak épphogy maradt le a pontszerzésről. Imolában aztán egy ötödik helyezéssel, kihasználva a sok kiesőt, Alliot megszerezte a csapat az évi első pontjait. Ezt követően aztán nyolc versenyen keresztül tartó megbízhatósági problémák hátráltatták a csapatot, ráadásul a szezon közepére a fejlesztésekre szánt pénz is elfogyott. Mindkét autó csak az olasz nagydíjon ért újra célba, ekkor Comas gyűjtött is egy pontot. Sajnos ezt már nem követte újabb, és a pénzhiány miatt Gérard Larrousse csapatfőnök kénytelen volt Alliot helyére az utolsó két futamra Szuzuki Tosiót beültetni. Három megszerzett pontjukkal a konstruktőri tizedik helyen végeztek.

## Eredmények
| Év   | Csapat       | Motor              | Gumik | Pilóták         | 1   | 2   | 3   | 4   | 5   | 6   | 7   | 8   | 9   | 10  | 11  | 12  | 13  | 14  | 15  | 16  | Pontok | Helyezés |
| ---- | ------------ | ------------------ | ----- | --------------- | --- | --- | --- | --- | --- | --- | --- | --- | --- | --- | --- | --- | --- | --- | --- | --- | ------ | -------- |
| 1993 | Larrousse F1 | Lamborghini LE3512 | G     |                 | RSA | BRA | EUR | SMR | ESP | MON | CAN | FRA | GBR | GER | HUN | BEL | ITA | POR | JPN | AUS | 3      | 10.      |
| 1993 | Larrousse F1 | Lamborghini LE3512 | G     | Philippe Alliot | KI  | 7   | KI  | 5   | KI  | 12  | KI  | 9   | 11  | 12  | 8   | 12  | 9   | 10  |     |     | 3      | 10.      |
| 1993 | Larrousse F1 | Lamborghini LE3512 | G     | Szuzuki Tosio   |     |     |     |     |     |     |     |     |     |     |     |     |     |     | 12  | 14  | 3      | 10.      |
| 1993 | Larrousse F1 | Lamborghini LE3512 | G     | Érik Comas      | KI  | 10  | 9   | KI  | 9   | KI  | 8   | 16  | KI  | KI  | KI  | KI  | 6   | 11  | KI  | 12  | 3      | 10.      |

## Forráshivatkozások
1. ↑  A Larrousse-sztori… (magyar nyelven). Napi F1 sztori, 2020. április 9. (Hozzáférés: 2024. október 31.)
2. ↑  https://www.autosport.com/f1/news/the-contrasting-fortunes-of-1993s-bottom-six-f1-teams-/10545839/